# Вооружённые силы Польши

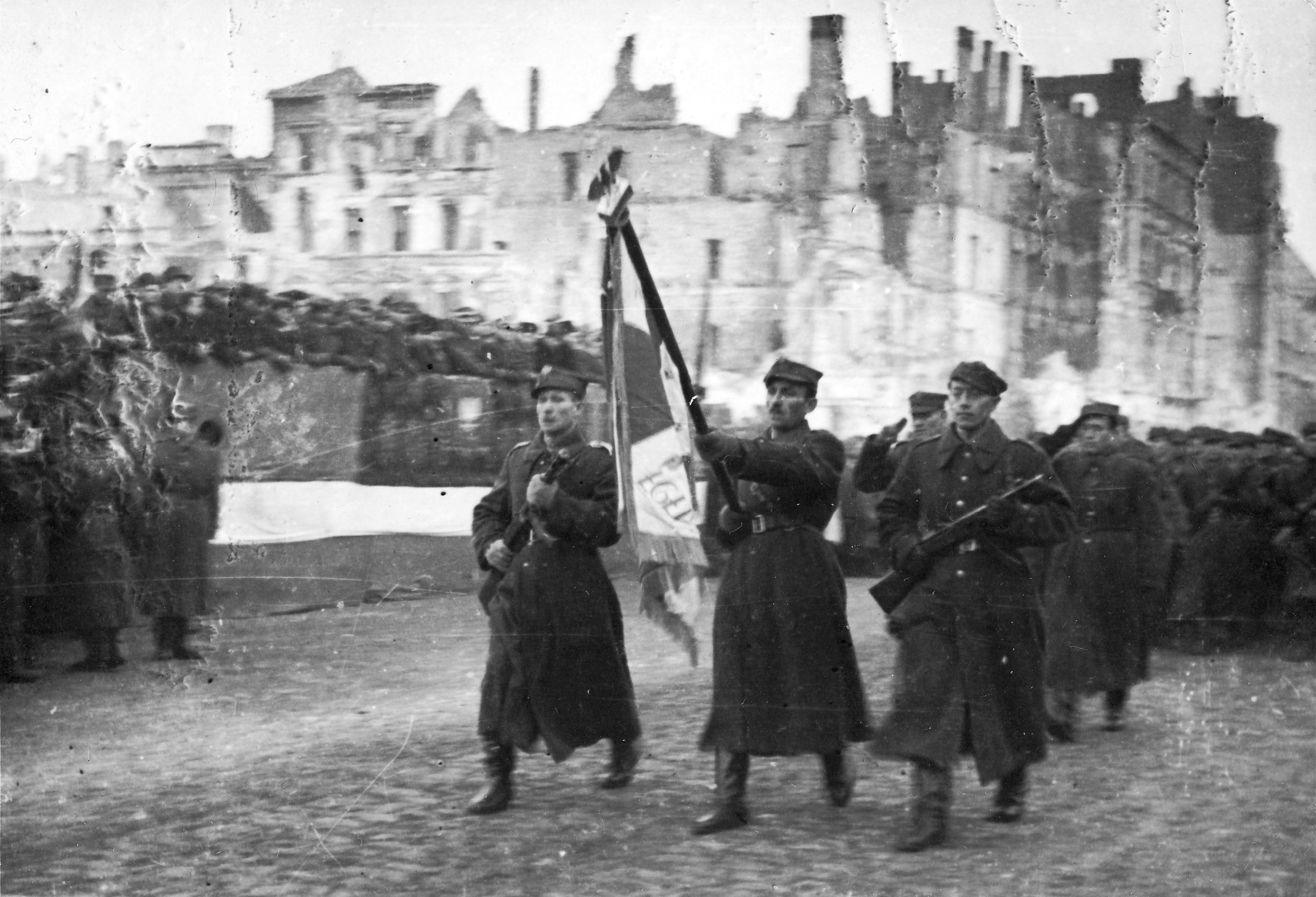
Солдаты 1-й польской армии в освобождённой Варшаве, 19 января 1945 год

Вооружённые силы Республики Польша (пол. Siły Zbrojne Rzeczypospolitej Polskiej) — совокупность войск и сил Республики Польша, предназначенных для защиты свободы, демократии, независимости и территориальной целостности государства.
Неофициальное название — Войско польское (пол. Wojsko Polskie). Состоят из сухопутных войск, военно-морских, военно-воздушных сил, специальных войск и войск территориальной обороны.

## История

### Формирования Царства Польского
Царство Польское, с 1814 года по 1831 год, имело собственную армию в составе Русской императорской армии.

### 1914—1918
В 1914 году в Российской империи у некоторых военнослужащих Русской армии польского происхождения возникла идея создания противовеса австро-венгерским польским легионам и формировании частей по территориальному признаку. В результате воплощения этой идеи в декабре 1914 года началось формирование Польского легиона, в январе 1915 переименованного в 1-ю Польскую дружину ополчения. В марте 1915 года она была отправлена на Западный фронт (по некоторым данным, тогда же были сформированы два эскадрона польских улан), где хорошо себя проявила в боях. С сентября 1915 года началось формирование Польской стрелковой бригады четырёхбатальонного состава из офицеров и солдат Русской императорской армии польского происхождения. В сентябре 1916 года на базе этой бригады началось формирование 1-й польской стрелковой дивизии, а эскадроны улан объединены в Польский уланский дивизион (с мая 1917 года — Польский уланский полк). Формирование дивизии завершилось в январе — феврале 1917 года. К 1918 году имелся уже 1-й польский корпус, началось формирование 2-го и был намечен 3-й.

### 1919—1938
В феврале 1919 года польские войска противостояли Советской России и одержали победу. Война была официально окончена с подписанием Рижского договора 18 марта 1921 года, по результатам которого советская сторона согласилась возвратить Польской Республике военные трофеи, все научные и культурные ценности, вывезенные с территории Царства Польского начиная с 1 января 1772 года, а также обязалась уплатить Польше в течение года 30 млн золотых рублей за вклад Царства Польского в хозяйственную жизнь Российской империи и передать польской стороне имущества на сумму 18 млн золотых рублей, то есть выплатить де-факто репарации. Польская Республика освобождалась от ответственности за долги и иные обязательства бывшей Российской империи.
Осенью 1920 года польские войска вели боевые действия против Литвы, в результате которых Виленский край был аннексирован и включён в состав Польши.
В ноябре 1923 года подразделения польской армии совместно с полицией участвовали в подавлении Краковского восстания.
21 сентября 1938 года, во время судетского кризиса, Польша предъявила Чехословакии ультиматум о возвращении Тешинской области. 30 сентября 1938 года Польша направила правительству Чехословакии очередной ультиматум и одновременно с немецкими войсками ввела свою армию в Тешинскую область. Оставшись в международной изоляции, правительство Чехословакии вынуждено было принять условия ультиматума.
31 марта 1939 правительство Великобритании предоставило Польше гарантии целостности её территории.

### 1939—1945
Вооружённые силы Польши участвовали во Второй мировой войне с 1 сентября 1939 года до окончания боевых действий в Европе.
После разгрома Польши Германией и РККА многие польские бойцы продолжили службу как в армиях союзников, так и в вермахте.
В сентябре — октябре 1939 года, после побега польского правительства, некоторая часть польских войск и сил отступила на территорию Венгрии, Румынии (только польско-румынскую границу перешло 84 600 польских военнослужащих) и СССР. Власти этих государств приняли различные решения, разместив их сначала в специальных лагерях, некоторые позволили польским военнослужащим в частном порядке выехать во Францию и на Ближний Восток.
Правительство Польши, разместившееся в городе Анже, во Франции, 30 сентября 1939 года договорилось с правительством Франции о сформировании 4 пехотных дивизий в составе ВС Франции. В октябре 39-го польские формирования в ВС Франции насчитывали 1900 человек личного состава, а уже к середине июня 1940 года — около 84 500 человек. Польские военнослужащие были вооружены французским оружием и обмундированы во французскую форму одежды, с польскими знаками различия (кокардами, шевронами и так далее).
К отправке на финляндско-советский фронт в январе 1940 года была подготовлена Отдельная бригада подгальских стрелков, а к началу весны 1940 года — 1-я гренадерская дивизия, 2-я стрелковая дивизия и два танковых батальона (танки R-35) 10-й механизированной кавалерийской бригады ВС Франции, но не успели: 12 марта 1940 года финляндско-советский конфликт закончился.
В 1943 году в СССР была сформирована 1-я Варшавская пехотная дивизия, потом 1-й польский корпус, 1-я армия (Войско Польское), 2-я армия (Войско Польское), неофициального на тот момент Народного войска польского. Польские дивизии использовались в боях относительно бережно, ни одна из них не нуждалась во втором формировании. Польская армия в СССР подготовила кадры для новой Народной Польши (Польской Народной Республики), политработники стали членами ЦК или министрами.
Советский Союз подготовил тысячи коммунистов, таких, как Войцех Ярузельский, Флориан Сивицкий. Чеслав Кищак работал в польской контрразведке. К концу Великой Отечественной войны численность Войска Польского в ВС СССР достигла около 330 000 человек личного состава, сведённых в две Польские армии, 1-ю и 2-ю. Они являлись крупнейшими иностранными формированиями, воевавшими на советско-германском фронте с нацизмом.

### 1945—1990

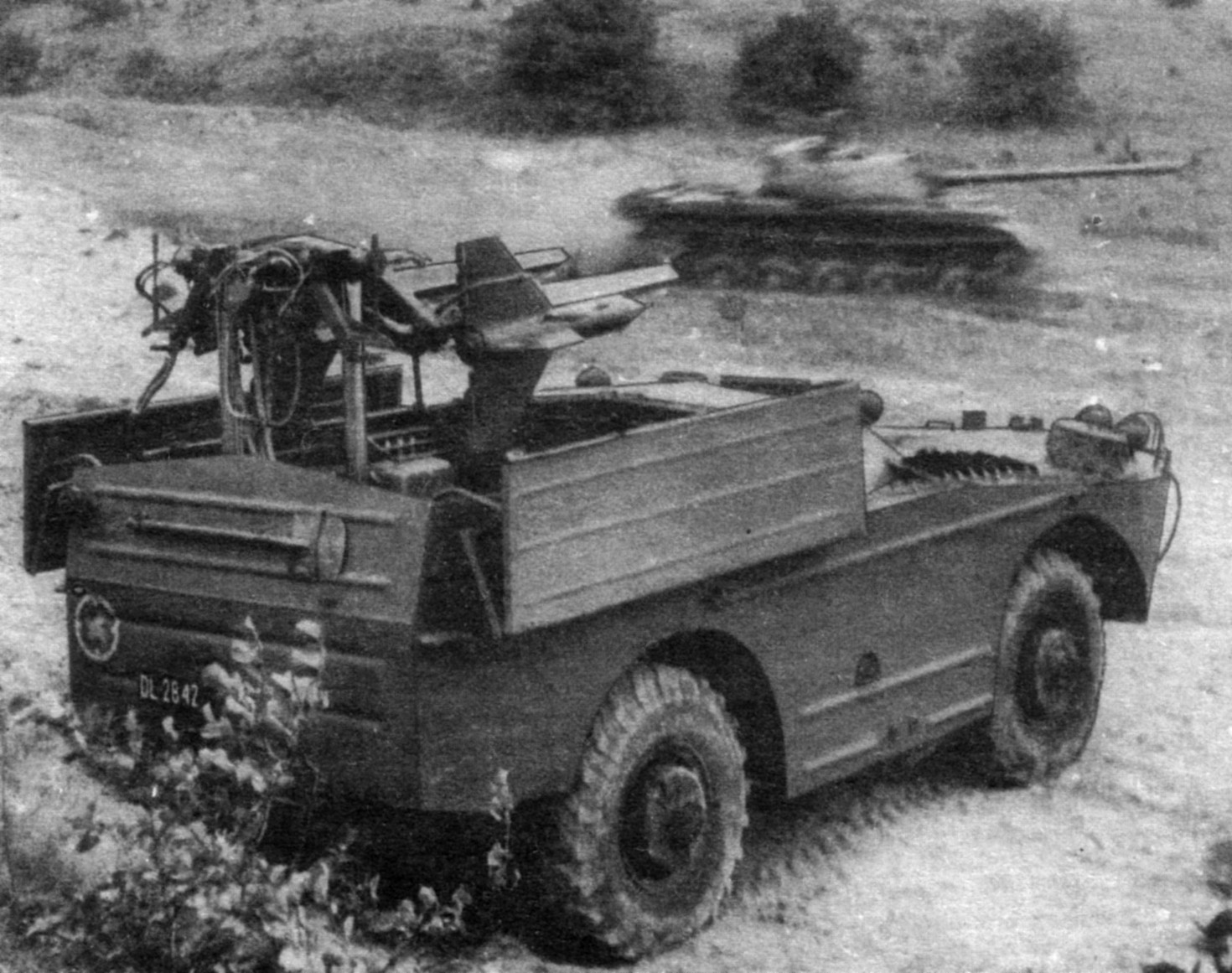
Польские противотанкисты на учениях (1975), ПТУРСы на базе БРДМ-1.

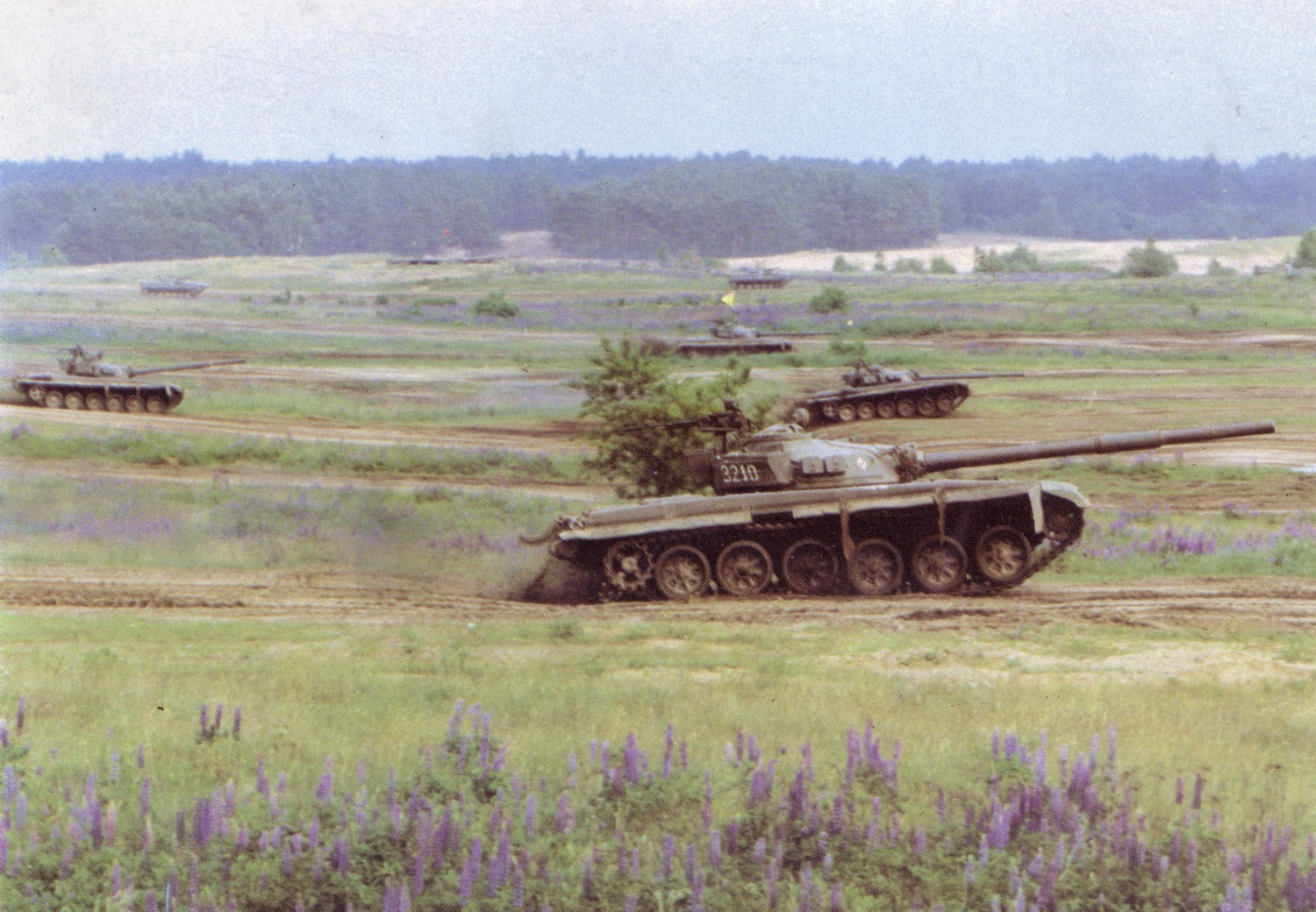
Польские Т-72.

С 1949 по 1956 год министром национальной обороны Польши был Маршал Советского Союза дважды Герой Советского Союза Константин Рокоссовский.
В 1955—1991 годы Польская Народная Республика являлась участником Организации Варшавского Договора.
С октября 1944 должность командующего ВВС Войска Польского занимал Ф. П. Полынин, а с декабря 1950 года по ноябрь 1956 года — генерал-полковник авиации Туркель Иван Лукич, оставаясь в кадрах ВВС СССР.
В 1954 году в Польше начинается изучение дзюдо (сначала — в секции при Польском союзе тяжёлой атлетики, в 1957 году был создан Польский союз дзюдо). Подготовка инструкторов дзюдо началась в Варшавском и Краковском институтах физической культуры, обучение дзюдо было включено в программу подготовки пограничников и военнослужащих воздушно-десантных подразделений польской армии.
12 марта 1958 года был создан Спортивный комитет дружественных армий, участником которого стали вооружённые силы ПНР (позднее в ходе программ СКДА по обмену опытом при помощи инструкторов Корейской Народной Армии в вооружённых силах Польши началось изучение карате).
Летом 1963 года началась реорганизация Войска польского: ВВС и войска ПВО, до того находившиеся в структуре Армии, были выделены в отдельные виды вооружённых сил. Срок службы для военнослужащих срочной службы некоторых технических специальностей в частях обеспечения был продлён с 24 месяцев (два года) до 36 месяцев (три года), призывной возраст снижен с 20 до 19 лет. Войска ПВО получили на вооружение советские ЗРК в дополнение к имеющейся зенитной артиллерии, истребительная авиация ПВО в дополнение к авиапушкам получила советские УРВВ, существенно увеличившие боевые возможности реактивных истребителей-перехватчиков. Передовое вооружение и военную технику советского образца получили ВМС, артиллерия, войска связи, инженерные войска, войска химической защиты, радиотехнические войска. К 1963 году 22 % военнослужащих офицерского состава имели высшее образование, 8 % высшее техническое образование. Перед войной только 6,3 % офицерского состава имели высшее образование, то есть каждый шестнадцатый, а в 1963 — каждый пятый. Наивысший процент офицеров с высшим образованием был в войсках ПВО, — самых умных войсках страны, — где указанный показатель составлял свыше 40 % (двое из пяти). Войско выступало важным подспорьем для народно-хозяйственного комплекса и промышленности страны, поставляя подготовленных специалистов инженерно-технических специальностей, электриков и связистов.
В 1968 году войска 2-й армии Войска польского (2 Armia Wojska Polskiego) под командованием генерала дивизии Ф. Сивицкого участвовали в операции «Дунай» по подавлению Пражской весны.
3 ноября 1973 года правительство Польской Народной Республики приняло решение об участии подразделений польской армии в составе миротворческих сил ООН по урегулированию кризиса на Ближнем Востоке и направило военнослужащих для несения службы на линии разграничения между Египтом и Израилем.
По состоянию на начало 1985 года, Вооружённые силы ПНР включали:
- сухопутные войска[7]
- войска противовоздушной обороны[7]
- военно-морской флот[7]
- войска территориальной обороны[7]

### После 1990 года

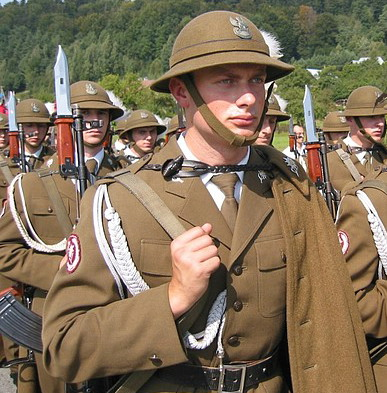
Подгальские стрелки, 2006 год

После 1989 года начинается развитие военных связей Польши с западными государствами.
1 сентября 1990 года в составе вооружённых сил была создана военная жандармерия (Żandarmeria Wojskowa).
22 ноября 1990 г. был сформирован польский контингент в составе международных сил в Персидском заливе (Polski Kontyngent Wojskowy w składzie Wielonarodowych Sił w rejonie Zatoki Perskiej), который в 1991 году принял участие в операции в Персидском заливе.
С 1989 по 1993 начался ускоренный вывод советских (с 1992 года — российских) войск с территории Польши. В сентябре 1993 года бывшая Северная группа войск была окончательно расформирована. 17 сентября последний российский солдат покинул территорию Польши.
В 1994 году Польша начала сотрудничество с военно-политическим блоком НАТО по программе «Партнёрство ради мира», а 12 марта 1999 года — вступила в НАТО.
В 1999 году польский контингент был направлен в состав сил KFOR в Косово и Метохии.
Польский контингент входил в состав миротворческих сил ООН в южном Ливане.
С марта 2002 до июля 2021 года Польша принимала участие в войне в Афганистане.
Польша принимала участие во вторжении в Ирак весной 2003 года и последовавшей за ним войне в Ираке.
С 1 января 2010 года в Польше отменена всеобщая воинская обязанность, состоялся переход к контрактной армии.
Во второй половине 2010 года в составе вооружённых сил был создан резервный компонент (Narodowe Siły Rezerwowe).
19 сентября 2014 года была создана объединённая польско-литовско-украинская бригада «LITPOLUKRBRIG» с центром управления в Люблине, в 2015 году подразделение военной полиции Польши было включено в состав Европейской жандармерии.
При содействии США и НАТО осуществляется обучение и переподготовка военнослужащих вооружённых сил Польши. Только по программе «Counterterrorism Fellowship Program» министерство обороны США израсходовало 100 тыс. долларов США.
В январе 2023 года было объявлено о создании Первой пехотной дивизии на территории Подляского воеводства на востоке страны. Дивизию собираются вооружить польскими самоходными гаубицами Krab и южнокорейскими К-9, а также системой беспилотной разведки. По словам министра обороны Мариуша Блащака, Польша «имеет дело с попыткой восстановления Российской империи».

## Современное состояние

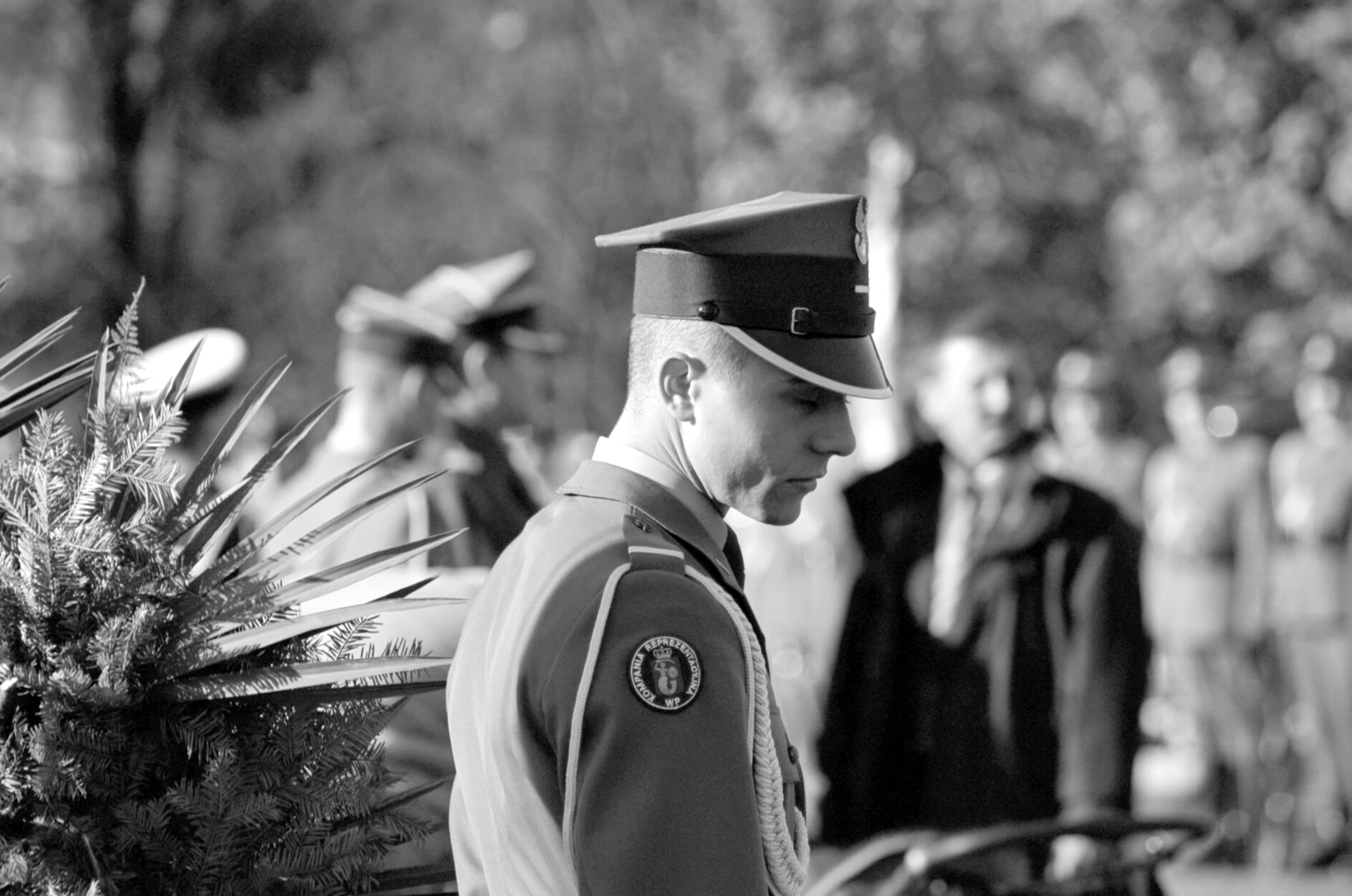
Военнослужащий роты почётного караула

В 2013 году общая численность вооружённых сил Польши составляла около 120 тыс. человек, в том числе:
- Сухопутные войска Польши: 68 тыс. чел.[12]
- Военно-воздушные силы Польши: 25 тыс. чел.[12]
- Военно-морские силы Польши: 8 тыс. военнослужащих, 5 дизель-электрических подводных лодок, 2 фрегата УРО, 1 корвет, 1 штабной корабль, 2 разведывательных, 5 ракетных, 8 десантных и 20 минно-тральных кораблей и судов[12]
- Специальные войска Польши: около 3 тыс. чел.[12]
- военная жандармерия: 2 тыс. чел.[12]
- инспекторат поддержки: 11 тыс. чел.[12]
- инспекторат военно-медицинской службы: 1 тыс. чел.[12]

Кроме того, в 2016 году началось создание войск территориальной обороны.
Личный состав вооружённых сил Польши принимает участие в миротворческих операциях ООН (потери Польши во всех операциях ООН с участием страны составили 48 человек погибшими).
На 2022 года численность вооружённых сил Польши составляет: 125,5 тыс. профессиональных военных и 35 тыс. бойцов территориальной обороны.
Присутствие войск США
По состоянию на 2019 год на территории Польши дислоцированы следующие воинские части США:
- вертолётная бригада и формирование спецназа (Повидз)
- эскадрилья БПЛА Reaper (Lask)
- формирование спецназа (Люблинец)
- дивизионная штаб-квартира (Познань)

По заявлению министра обороны: «Польша вошла в небольшую группу стран, в которых американские войска присутствуют на постоянной основе».

## Расходы на оборону
Польша — одна из немногих стран НАТО, чьи расходы на оборону достигают 2 % ВВП. На 2023 год оборонный бюджет составляет 4,2 % ВВП 137,184 млрд злотых (33 млрд долларов). В 2019 году Польша закупила американское вооружение на сумму 11 млрд $, в том числе: ракетные пусковые установки, системы ПВО Patriot и истребители пятого поколения F-35. Ведутся переговоры о закупке крупной партии ПТРК Javelin и пяти транспортных самолетов Hercules. В Польше базовая месячная минимальная заработная плата военных зависит от должности и воинского звания. По состоянию на 2025 год она находится в диапазоне от 6300 злотых (1487,90 евро, брутто) и 4625,01 злотых (1092,31 евро, нетто), для лиц моложе 26 лет 4947,01 злотых (1168,31 евро, нетто) у рядового до 21950 злотых (5183,60 евро, брутто) и 15292,99 злотых (3611,52 евро, нетто) у Начальника Генерального штаба Войска Польского.

## Перспективы
После того как войска Российской Федерации вторглись на Украину, президент Польши Анджей Дуда подписал закон «Об обороне отечества», согласно которому польская армия будет модернизирована, а её численность будет увеличена в два раза — до 300 тыс. человек. Из них 250 тыс. — профессиональные военные и 50 тыс. — бойцы войск территориальной обороны.
Расходы на оборону будут составлять не менее 2,2 % ВВП в 2022 году и 4,2 % ВВП — в 2023-м и последующих.

## Военная доктрина
По словам начальника Генерального штаба Войска Польского Раймунда Анджейчака, дроны и спецназ нужны для действий по гибридным сценариям, имея при этом в виду действия российских военных на Украине, такие как кибератаки, дезинформация и использование военнослужащих без знаков различия и хорошо узнаваемой военной формы.

## Галерея

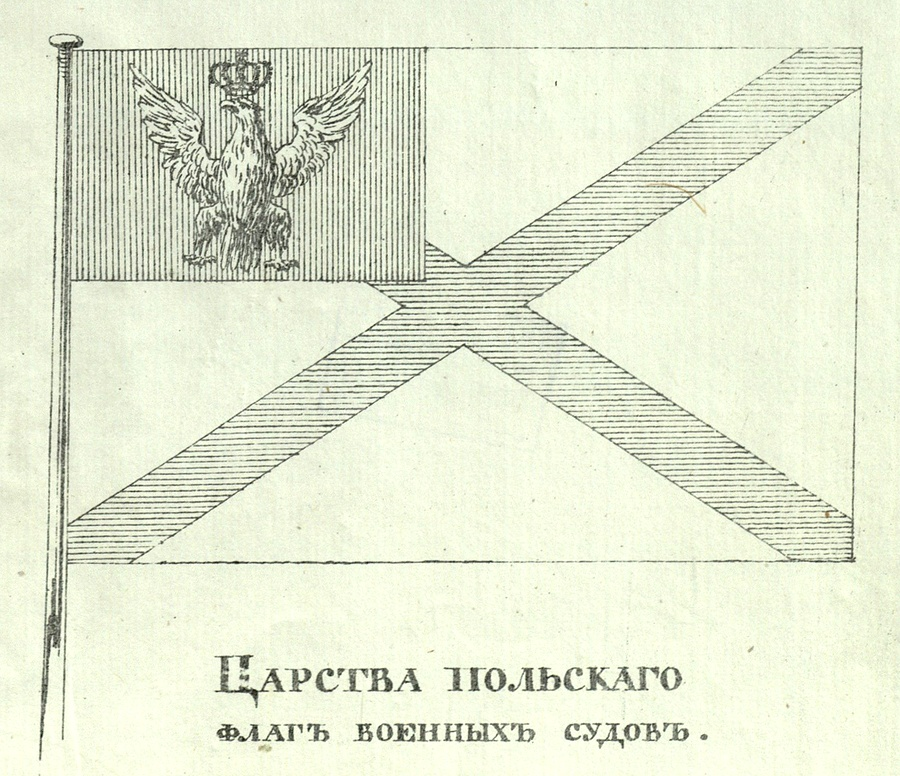
Флаг военных судов Царства Польского (1815—1833 годов).
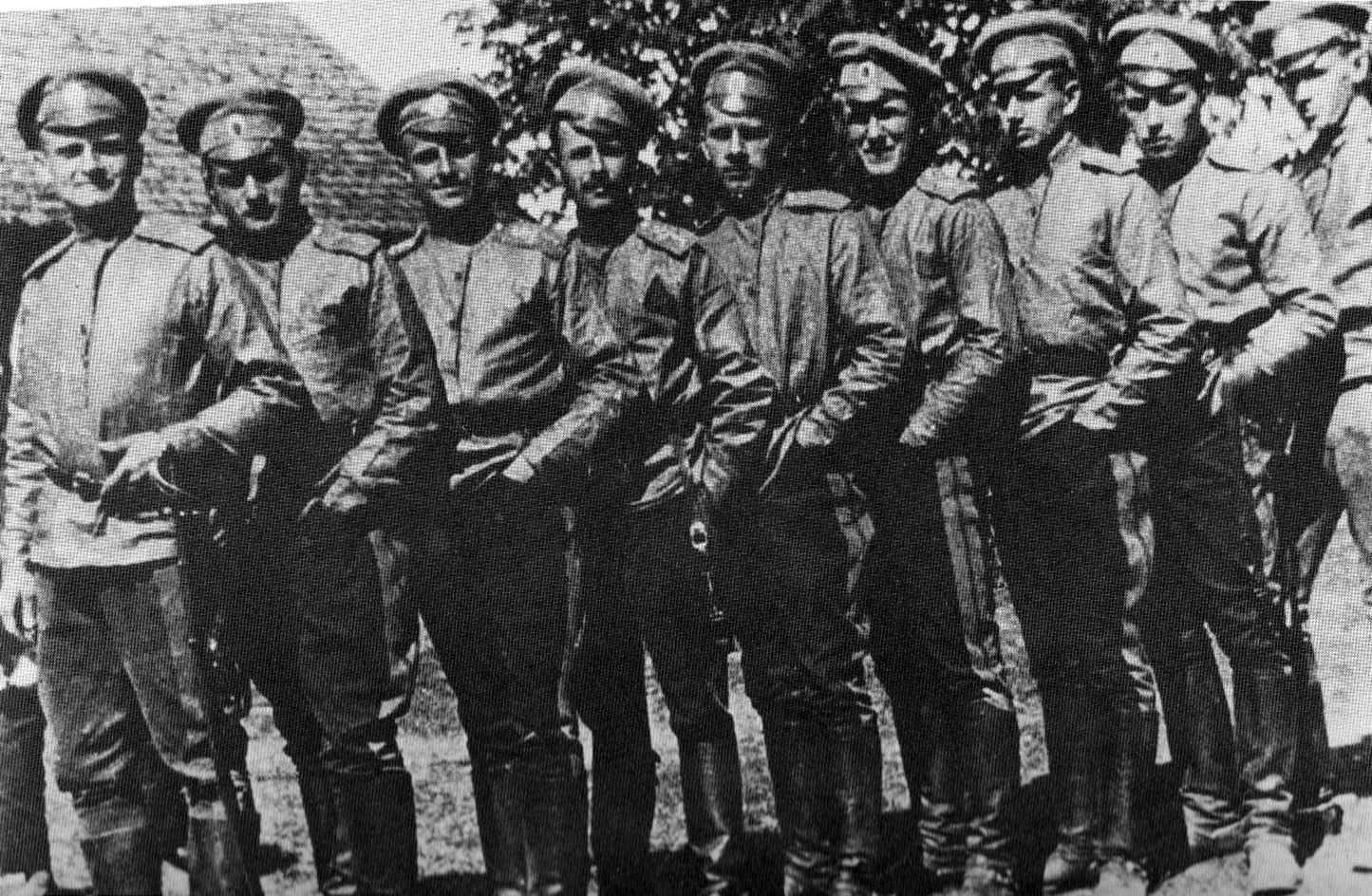
Офицеры 1-го Польского легиона.
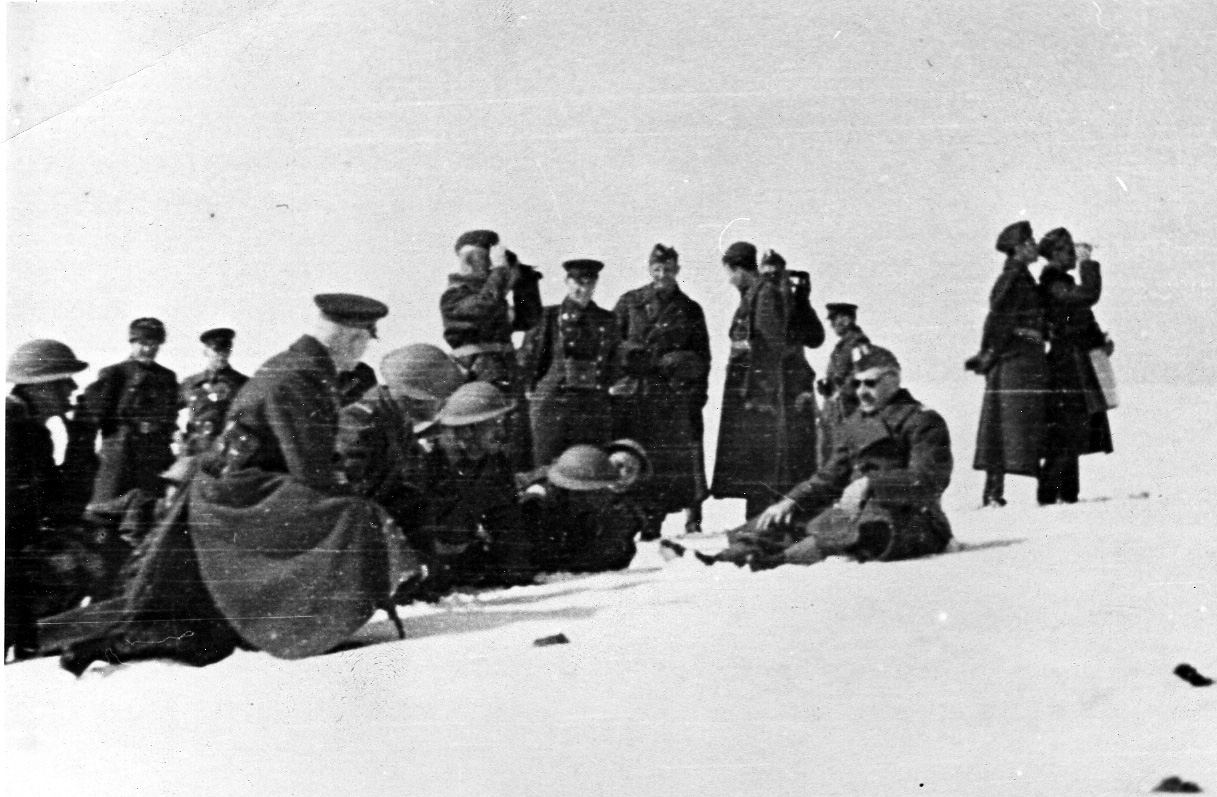
Советские и польские офицеры на учениях (зима 1941 года), польские военнослужащие в английских стальных касках Броди, сидящий справа в офицерской фуражке — генерал В. Андерс.
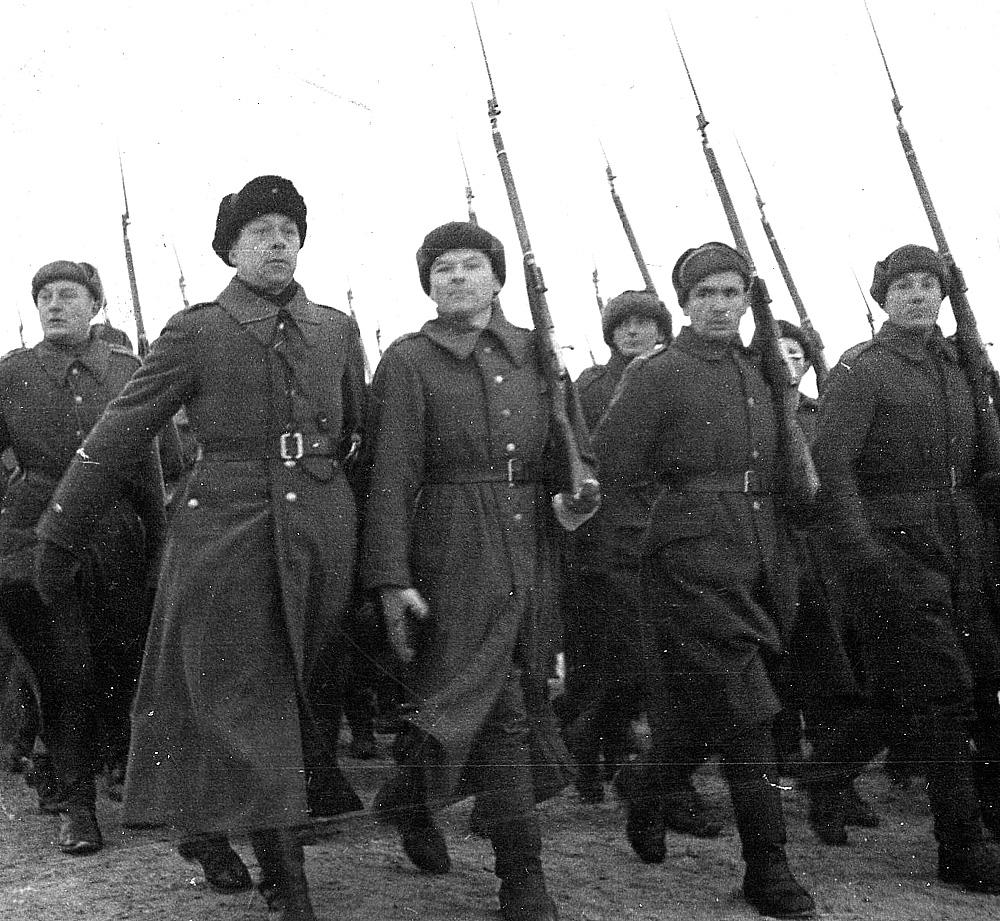
Парад польских формирований Армии Андерса в Бузулуке, декабрь 1941 года.
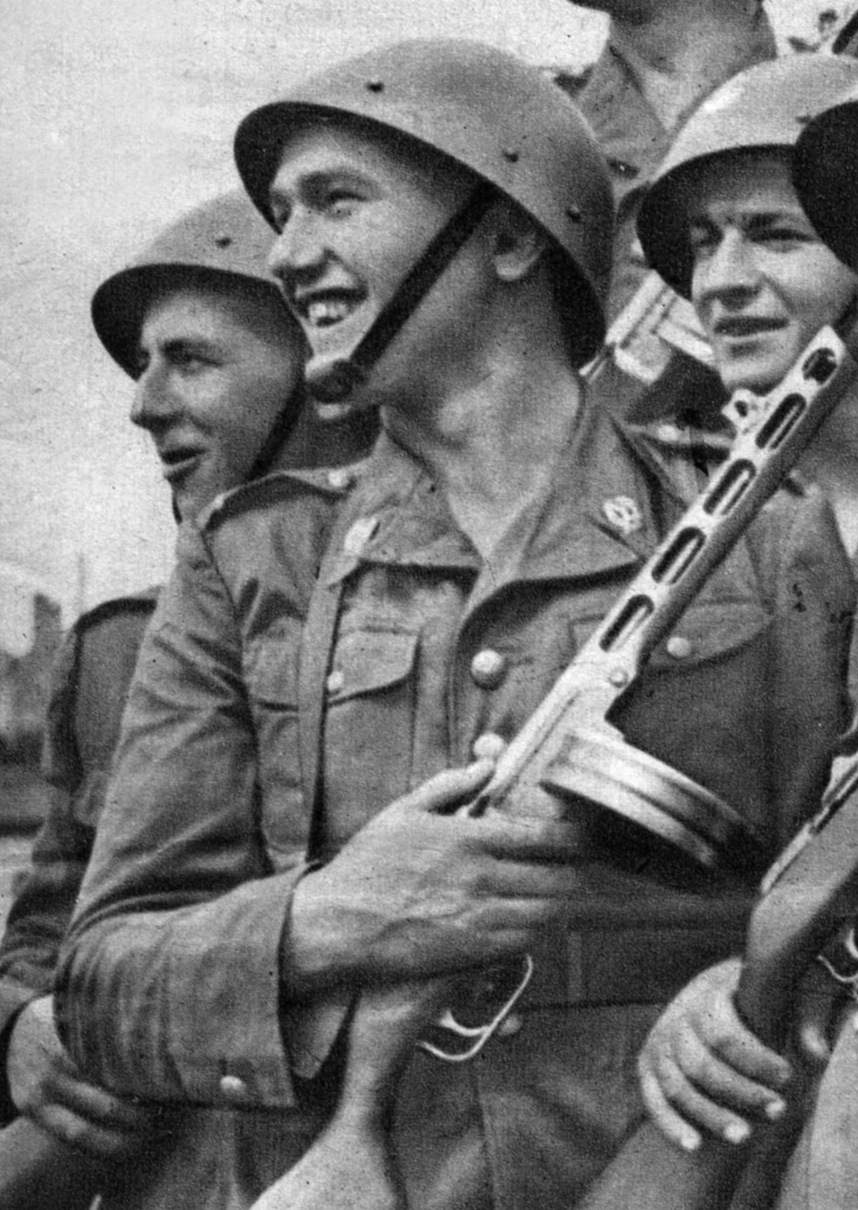
Польские военнослужащие, 1951 год.
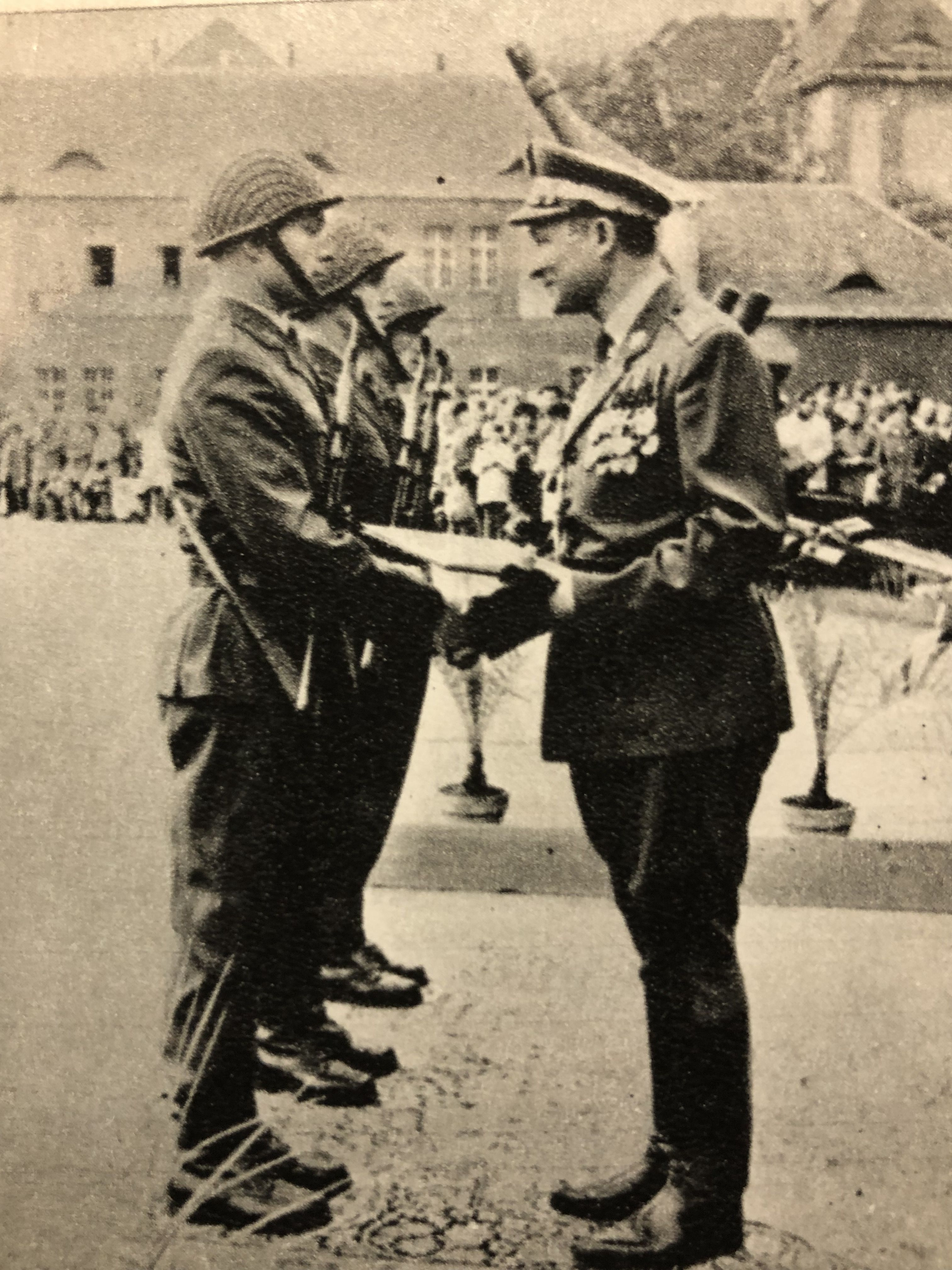
Поздравление с окончанием курсов, 1970-е годы.
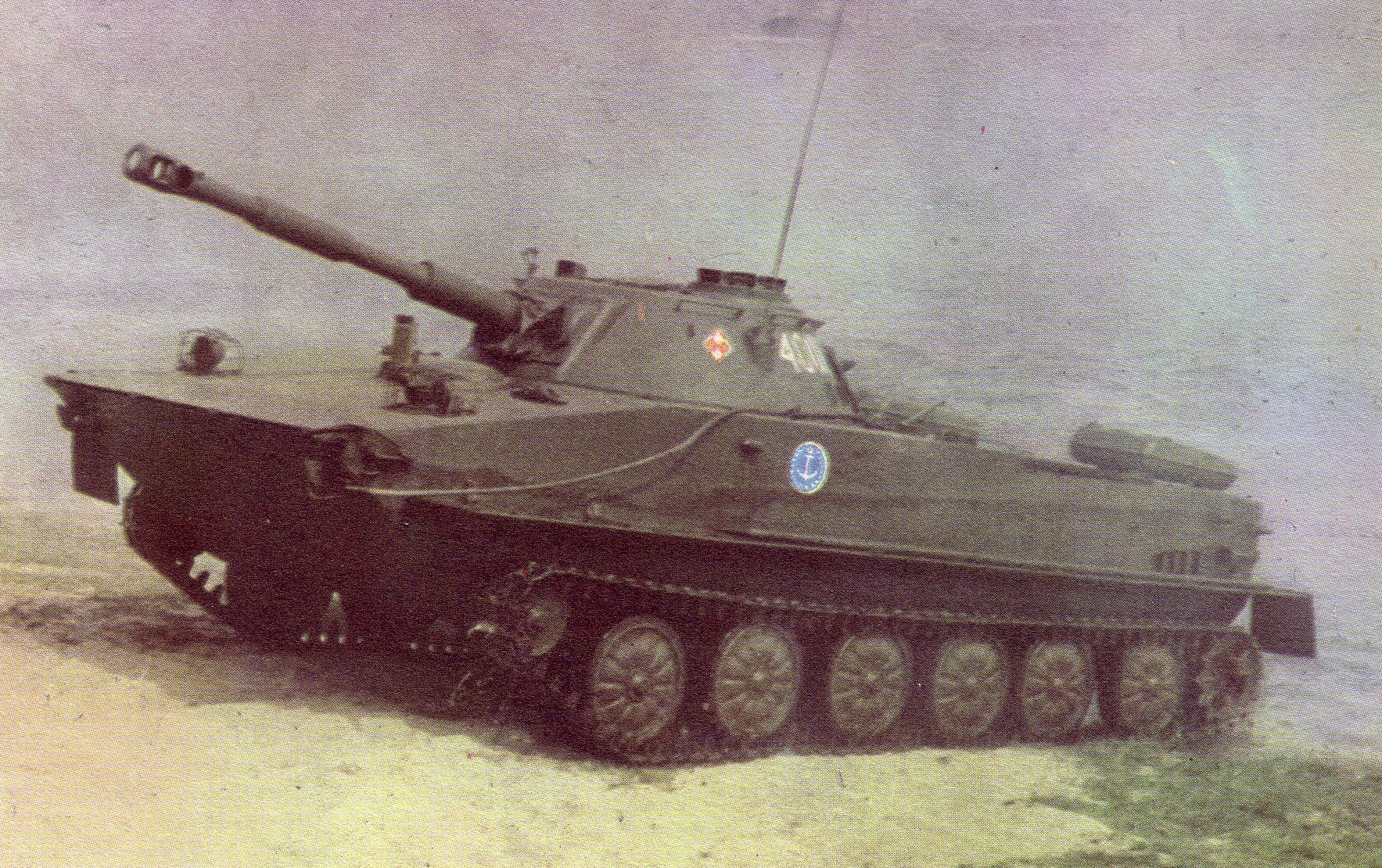
ПТ-76, польских морпехов.
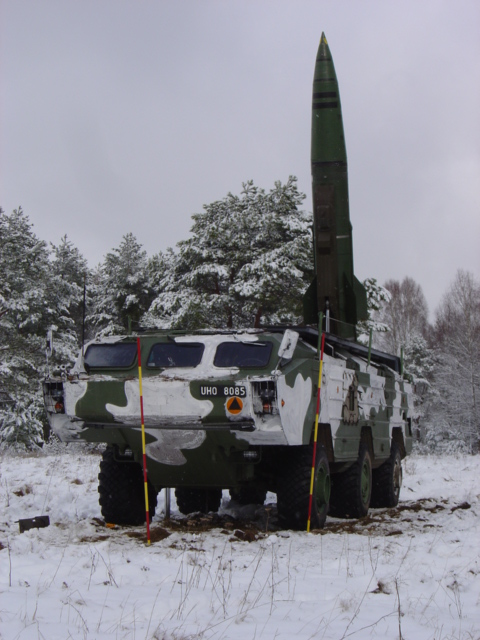
«Точка-У» вооружённых сил Польши, 2004 год.